# وانگ شون لیانگ
وانگ شون لیانگ (انگلیسی: Wong Shun Leung) یک هنرمند رزمی کار چینی بود.